# Przestrzeń (antropologia)
Przestrzeń – rozumienie terminu zależy od kultury, w stosunku do której go odnosimy, z racji na różne sposoby wykorzystania, dzielenia i nazywania przedmiotu.
Międzykulturowe podobieństwo w pojmowaniu przestrzeni wynika, zdaniem Yi-Fu Tuana, z określania jej za pomocą ciała ludzkiego, które wyznacza kategorie: wysoko – nisko, przód – tył, lewa – prawa, centrum – dalsze otoczenie. Ciało ludzkie mierzy: kierunki, położenie i odległość. W przestrzeni pomaga orientować się punkt stały. Człowiek nieustannie należy do schematu przestrzeni, zgubienie się w przestrzeni jest jednoznaczne z brakiem orientacji w schemacie i utracie punktów odniesienia. „Przestrzeń konsoliduje jednostkę za zbiorowością
wokół wspólnych elementów nacechowanych symbolicznie i podzielanych w trakcie
interakcji z innymi jednostkami”. Człowiek świecki żyje w przestrzeni jednorodnej, człowiek religijny posiada przestrzeń uprzywilejowaną (obszar święty). Obszary przestrzenna można podzielić na: sociofugal – przestrzenie działające odspołecznie, przebywając w nich ludzie nie zbliżają się do siebie, np. dworce kolejowe i sociopetal – przestrzenie działające dospołecznie, np. kawiarnia.
Edward T. Hall dzieli przestrzeń na:
- Przestrzeń trwała – nieulegająca zmianom, może być zorganizowana przez człowieka, wówczas jej przejawem są budowle.
- Przestrzeń na pół trwała – może ulegać zmianom, może być zorganizowana przez człowieka, np. ustawienie mebli.
- Przestrzeń nieformalna – związana jest z odległością, jaką muszą zachować tworzący między sobą dystans ludzie. Wzorce p. n. tworzą kulturę.